# روابط تاجیکستان و روسیه
روابط روسیه و تاجیکستان (روسی: Российско-таджикские отношения) رابطه دو جانبه بین فدراسیون روسیه و تاجیکستان است.

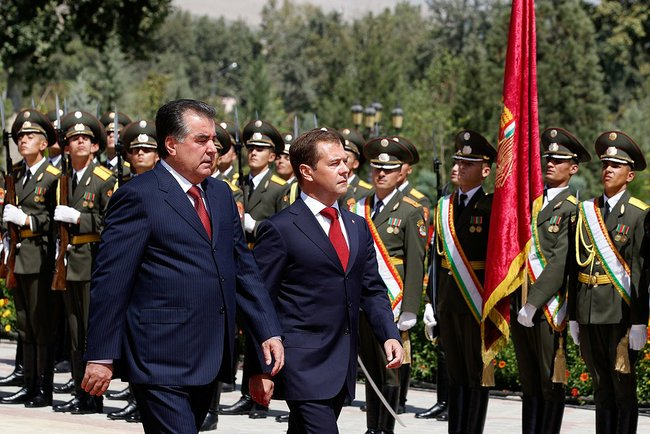
دیمیتری مدودف در تاجیکستان. سپتامبر ۲۰۱۱.

هر دو کشور متحدان نزدیک و اعضای سازمان همکاری شانگهای، اتحاد نظامی تشکیل شده توسط سازمان پیمان امنیت جمعی و کشورهای مستقل همسود هستند. تاجیکستان میزبان واحدهای نظامی و زیرساخت‌های روسی در آسیای میانه است. تاجیکستان و روسیه همچنین در زمینه‌های مربوط به افغانستان همکاری نزدیک دارند و در عملیات ضد تروریسم، مبارزه با مواد مخدر و اطلاعاتی شریک هستند.
در تاریخ ۲۵ مه ۱۹۹۳، پیمان دوستی و همکاری متقابل بین دو کشور امضا شد.
تاجیکستان وابستگی زیادی به حواله‌های دریافتی از روسیه دارد. در سال ۲۰۱۲، تاجیکستان ۳٫۵۹۵ میلیارد دلار آمریکا از طریق حواله‌های مهاجر دریافت کرده‌است که معادل ۴۸٪ از تولید ناخالص داخلی آن است. حدود ۱٫۵ میلیون تاجیک در خارج از کشور بیشتر در روسیه کار می‌کنند.